# Alvis Salamander

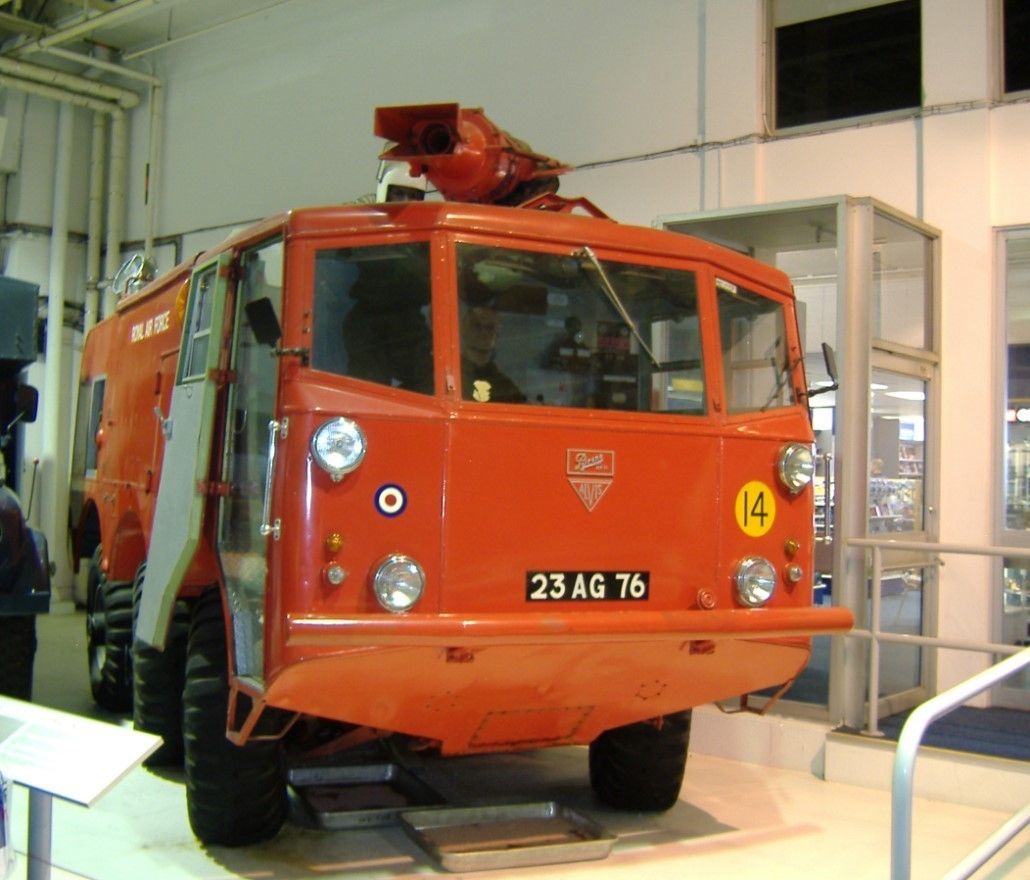
Alvis Salamander Fire Crash Tender

Alvis Salamander FV651/652 Fire Crash Tender ist ein 1956 entwickeltes, hochgeländegängiges Schnelleinsatz- und Flugfeldlöschfahrzeug des englischen Unternehmens Alvis Cars, das speziell zum Einsatz im militärischen Bereich entwickelt wurde.

## Entwicklung
Der Alvis FV651/652 Fire Crash Tender wurde 1956 auf der Fahrgestell-Basis des Alvis Saracen entwickelt und als hochgeländegängiges Schnelleinsatz- und Flugfeldlöschfahrzeug 1960 in Dienst genommen.

Er besaß die gleiche 6x6 Konfiguration und Motorisierung wie der etwas später gebaute Amphibien-Lastkraftwagen Alvis Stalwart. Zur Feuerbekämpfung diente ihm ein 2500 Liter umfassender Wasser oder Schaummittel-Tank, wobei eine Hochdruck-Wasserkanone eingesetzt wurde. Der Wagen galt als extrem beweglich.

## Aufgaben und Verbreitung
Die Aufgaben des Fahrzeugs lagen vornehmlich in der Erstbekämpfung von Bränden bei verunglückten Flugzeugen, die abseits eines Flugplatzes oder in unwegsamen Gelände lagen. Die Royal Air Force (RAF) war der Hauptabnehmer dieses speziellen Feuerwehrfahrzeuges und setzte es erfolgreich auf nahezu allen Flugplätzen ein. Mit der Bezeichnung G19 wurde der Salamander bei der Royal Canadian Air Force (RCAF) benutzt.
Erst modernere Konstruktionen, wie der Thornycroft Nubian Major, die zu Ende der 70er Jahre erschienen, lösten dieses Fahrzeug nach und nach ab.
Insgesamt wurden 125 Exemplare des Salamander gebaut.